# Црква Светог Ђорђа у Подгорици
Црква Светог Ђорђа је храм Српске православне цркве који се налази на старом градском гробљу у Подгорици.
Њен је облик типичан за грађевине од почетка 10. до почетка 12. вијека у Дукљи и она представља најстарију активну богомољу у Црној Гори. Доживјела је много преправки, па се данас опажају само неки елементи прероманских грађевина оваквог типа, као на примјер слијепо кубе. Једнобродна је црквена грађевина издуженог брода.
Храм је демолиран и опљачкан у ноћи између 9. и 10. фебруара 1953. године.
Од јула 2021. године, намесник цркве протојереј Мирчета Шљиванчанин.